# 努哈尔克语
努哈尔克语，又名贝拉库拉语，是薩利希語系中的一種語言，為努哈尔克人的母語，使用地區位於加拿大卑詩省的貝拉庫拉一帶。目前世界上能夠流利使用該語言的人數少於10人，被聯合國教科文組織列為瀕危語言。

## 发音特点
努哈尔克语中允許在很長的一串輔音中不插入任何元音或響音，使語言學中的「音節」概念受到了挑戰。例如以下單詞僅存在阻礙音：
clhp'xwlhtlhplhhskwts'
xłp̓χʷłtłpłłskʷc̓
[xɬpʼχʷɬtʰɬpʰɬːskʷʰt͡sʼ]
'然後他擁有了一株御膳橘。'
    (Nater 1984, cited in Bagemihl 1991: 16)